# Crassula lactea
Crassula lactea är en fetbladsväxtart som beskrevs av Soland. och William Aiton. Crassula lactea ingår i släktet krassulor, och familjen fetbladsväxter. Inga underarter finns listade i Catalogue of Life.

## Bildgalleri

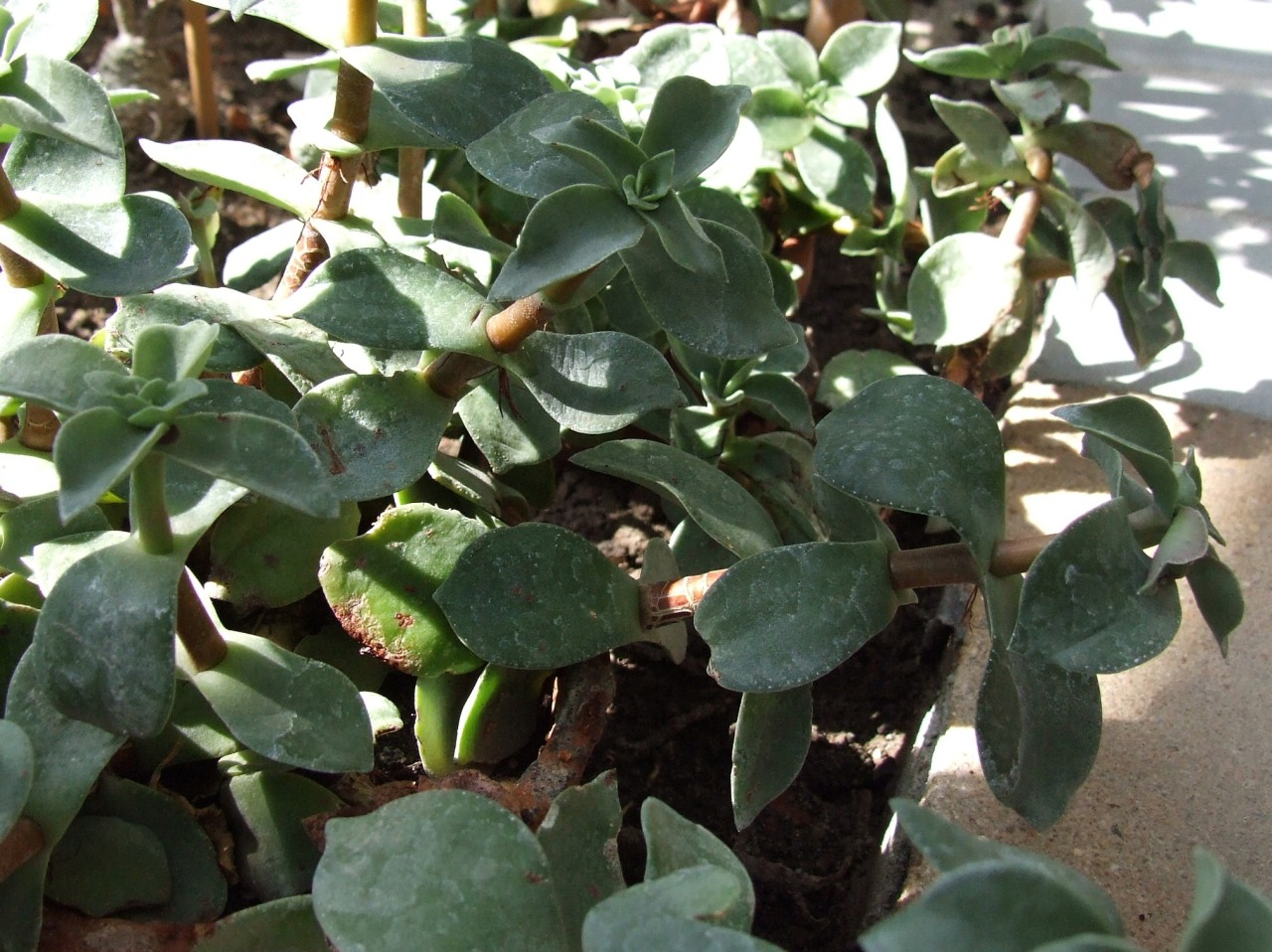
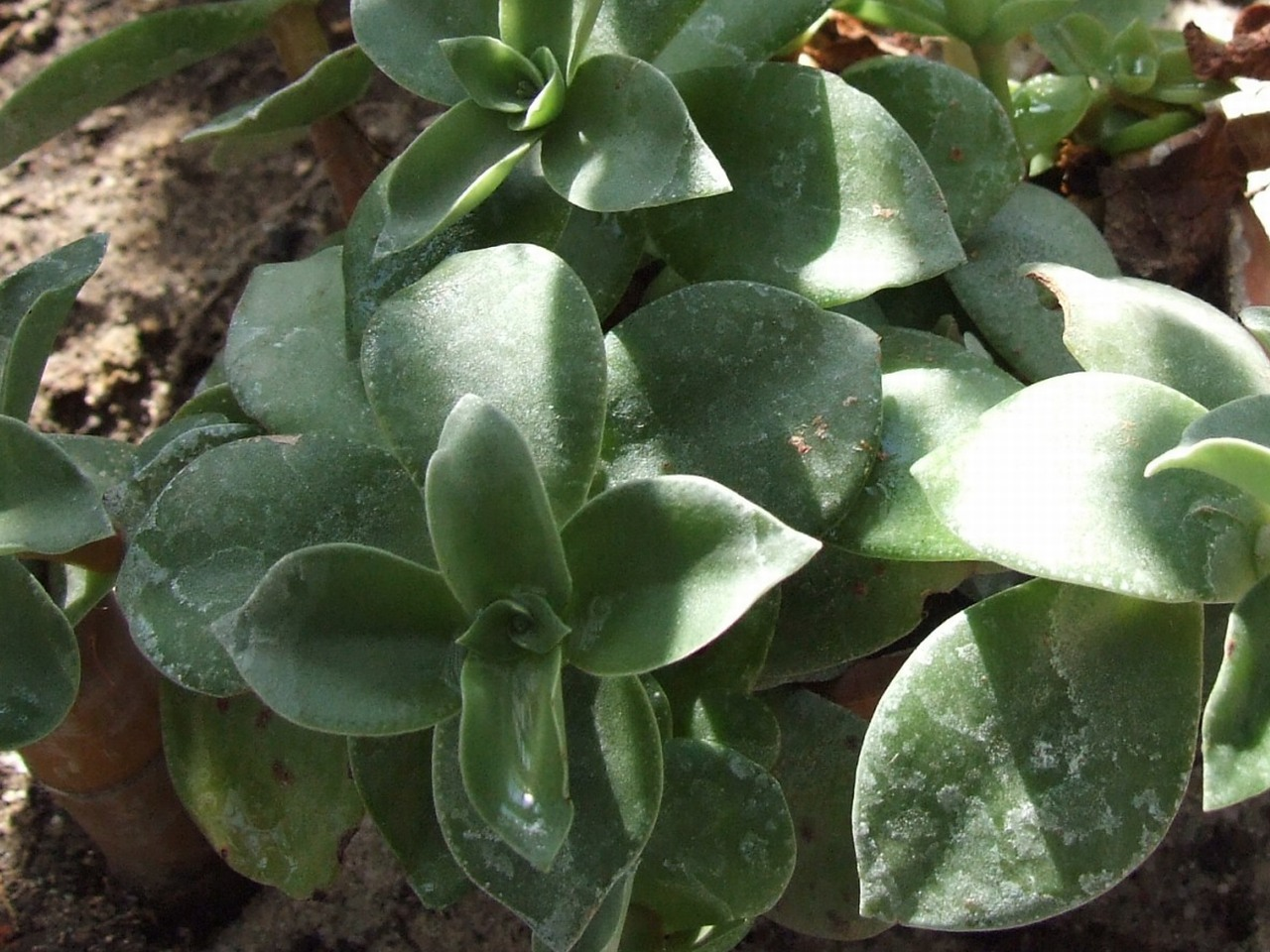
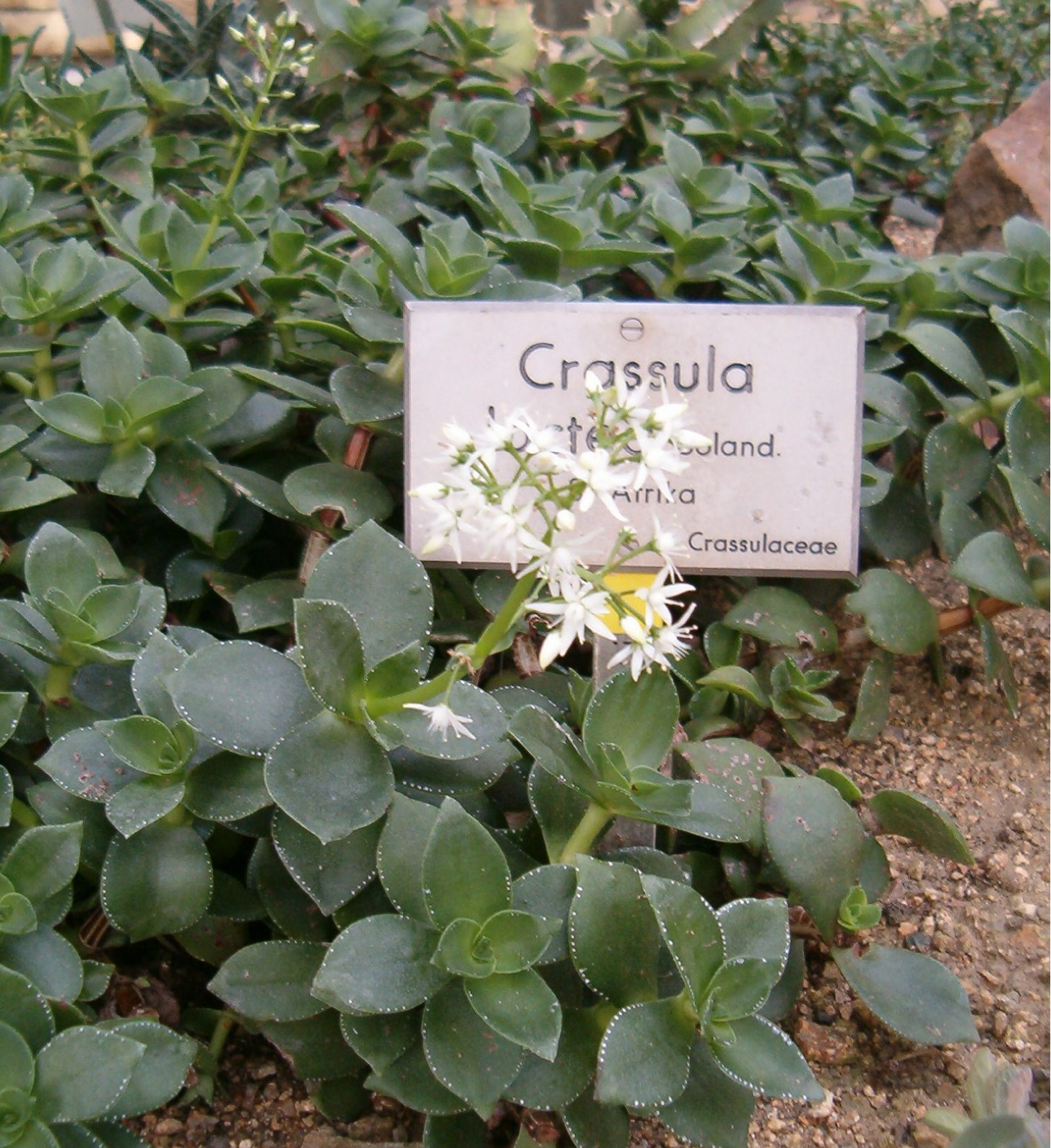
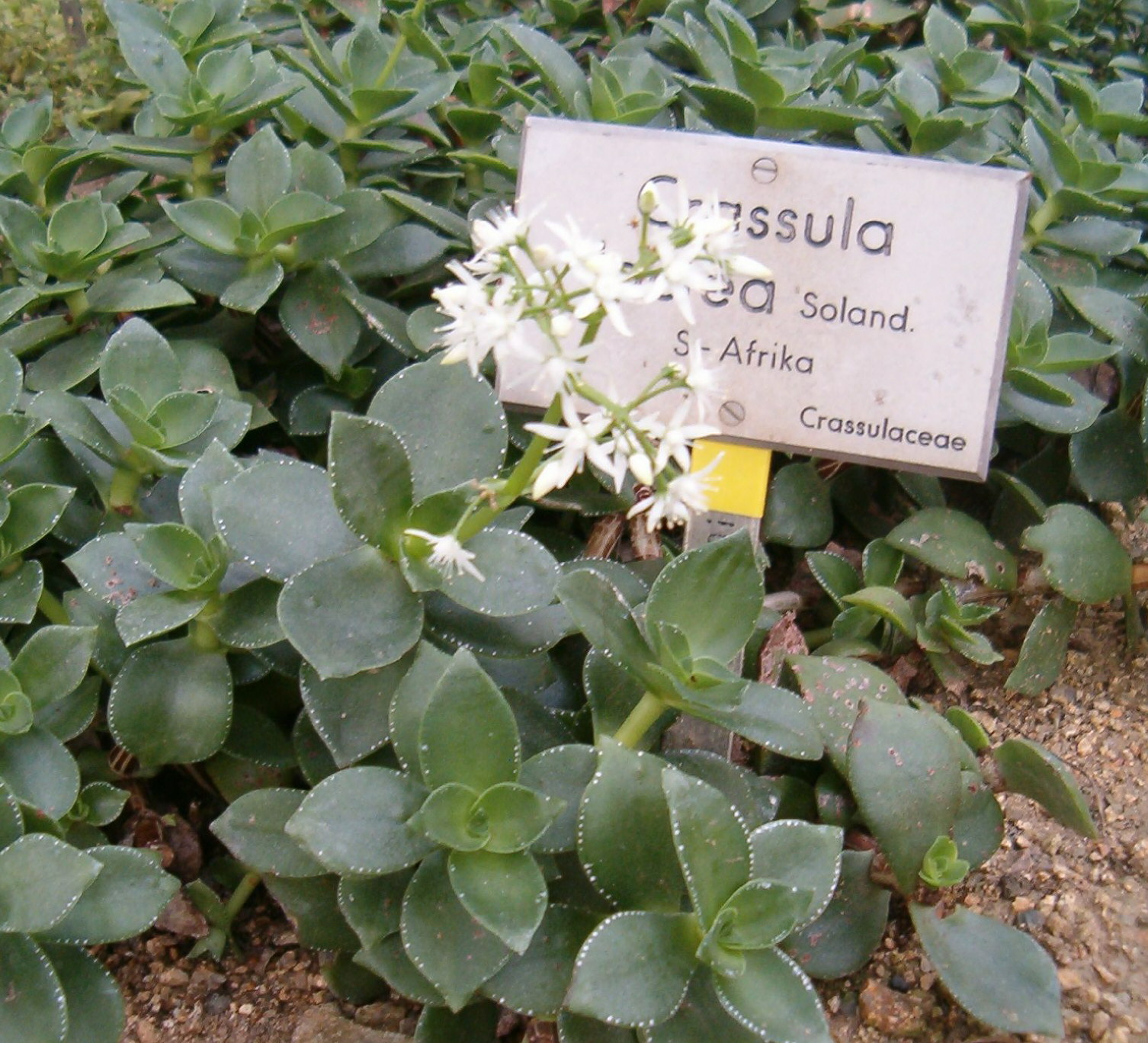
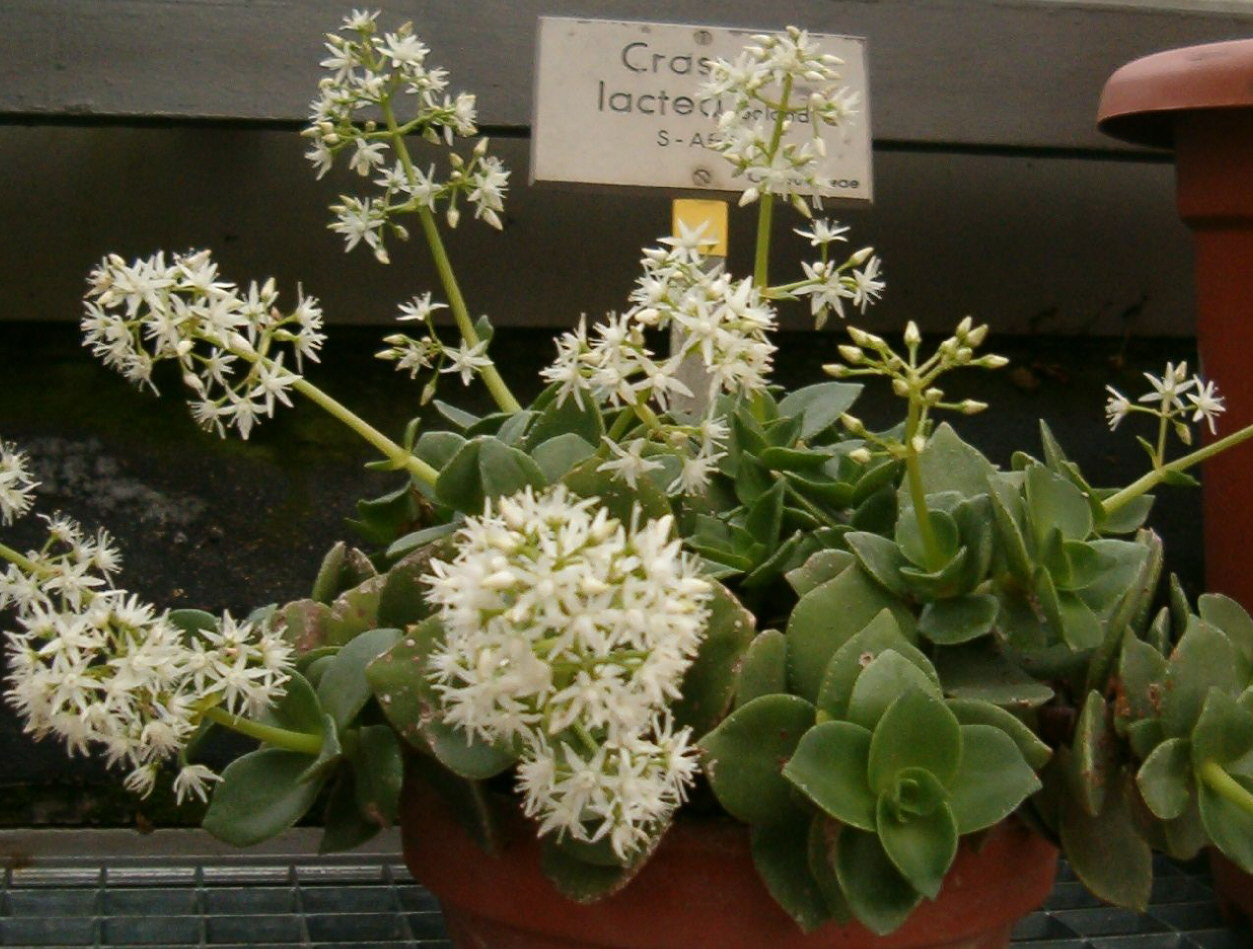
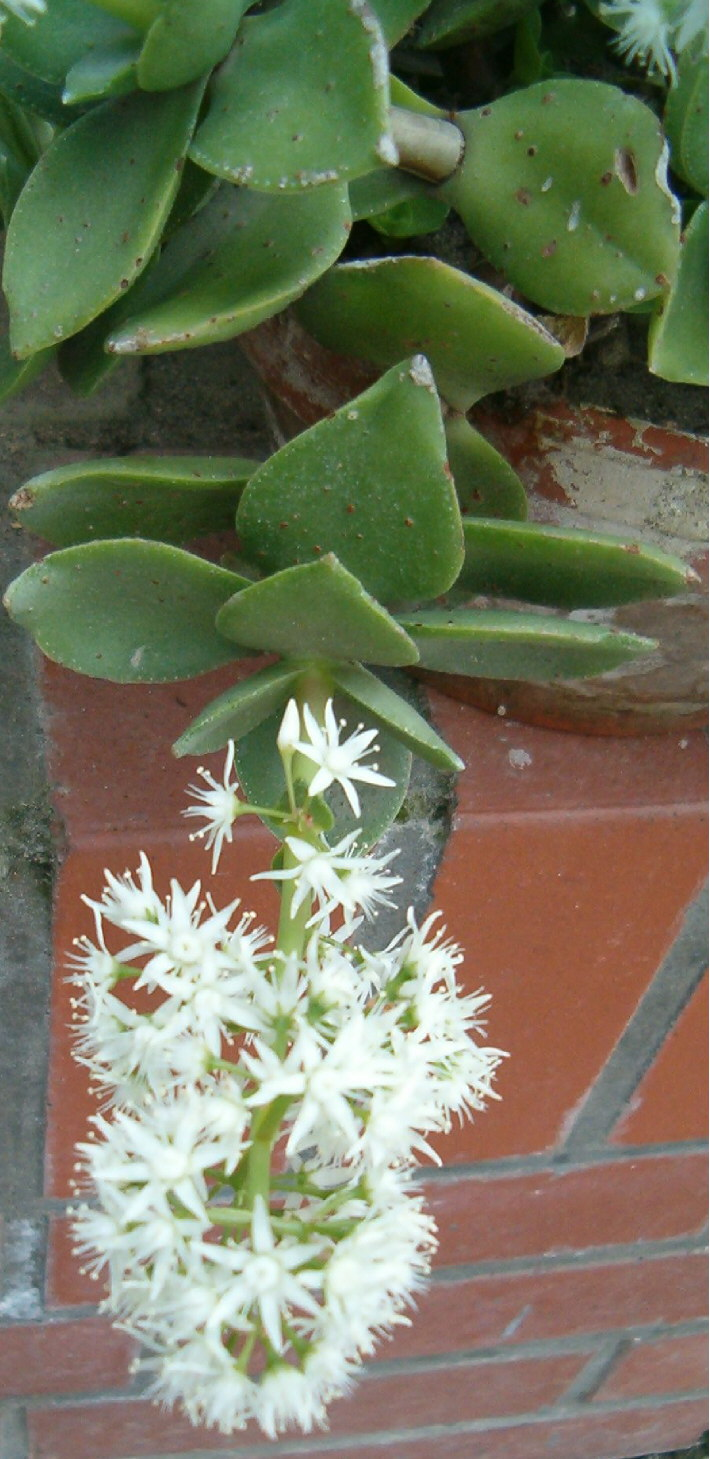